# Mordellistena bolognai
Mordellistena bolognai là một loài bọ cánh cứng trong họ Mordellidae. Loài này được Horák miêu tả khoa học năm 1990.